# Aethicus ábécéje

IRCHONI betű (Kárpát-medencei rovás körvégű I betűjének torzult változata)(

Aethicus egy középkori útikönyv, a Kozmográfia fiktív szerzője. (A szöveg szerint a könyv görög eredetijét egy Jeromos nevű szerző írta egy Aethicus nevű utazó beszámolója alapján. A kutatások azonban megkérdőjelezték a görög eredeti létezését.) A műben közzétett ábécé Vékony Gábor régész szerint a kárpát-medencei rovásírás egy korai dokumentálása a 8. század közepéről.

## Szakirodalom
- Otto Prinz: Untersuchungen zur Ueberlieferung und zur Orthographie der Kosmographie des Aethicus, (1981). Deutsches Archiv für Erforschung des Mittelalters (37): 474
- Heinz Löwe: Ein literarischer Widersacher des Bonifatius, Virgil von Salzburg, und die Kosmographie des Aethicus Ister, (1952). Wiesbaden: F. Steiner, 1952.
- Heinz Löwe: Die "Vacetae insolae" und die Entstehungszeit der Kosmographie des Aethicus Ister, (1975). Deutsches Archiv für Erforschung des Mittelalters (31): 1.
- Ian Wood: Aethicus Ister -- an exercise in difference, (2000). in W. Pohl and H. Reimitz, eds., Grenze und Differenz im frühen Mittelalter, [Vienna: Austrian Academy of Sciences].
- Hosszú, Gábor (2011): Heritage of Scribes. The Relation of Rovas Scripts to Eurasian Writing Systems.  First edition. Budapest: Rovas Foundation, https://books.google.hu/books?id=TyK8azCqC34C&pg=PA121

## Külső webes hivatkozások
- Aethicus ábécéje a RovásPédián (angol)
- A kárpát-medencei rovás a Rovásírás Honlapon
- Dr. Hosszú Gábor: Interjú a Magyar Katolikus Rádió Nyelvédesanyánk c. műsorában, szerkesztő: Gyarmathy Dóra. 2012. november 18. 15.00, a felvételen 13:50-nél kezdődik az interjú. (magyarul)
- Dr. Hosszú Gábor: A számítógépes paleográfia haszna. Interjú a Magyar Rádió Határok nélkül c. műsorában. 2012. július 10, az első 1:30 perc.[halott link] (magyarul)